# Diócesis de Bentiu
La diócesis de Bentiu (en inglés: Roman Catholic Diocese of Bentiu) es una circunscripción eclesiástica de la Iglesia católica en Sudán del Sur. Se trata de una diócesis latina, sufragánea de la arquidiócesis de Yuba. Desde el 3 de julio de 2024 su obispo electo es Christian Carlassare, de los Misioneros Combonianos del Corazón de Jesús, en espera de la inauguración de la diócesis.

## Territorio y organización
La diócesis tiene 37 836 km² y extiende su jurisdicción sobre los fieles católicos de rito latino residentes en parte del estado Unidad.
La sede de la diócesis se encuentra en la ciudad de Bentiu, en donde se halla la Catedral de San Martín de Porres.
En 2024 en la diócesis existían 7 parroquias.

## Historia
La diócesis fue erigida por el papa Francisco el 3 de julio de 2024, obteniendo el territorio de la diócesis de Malakal.

## Estadísticas
Según el Boletín de la Santa Sede que comunicó la erección de la diócesis, a mediados de 2024 la diócesis tenía un total de 621 643 fieles bautizados.
| Año                                                                             | Población            | Población | Población      | Sacerdotes | Sacerdotes    | Sacerdotes    | Bautizados por sacerdote | Diáconos permanentes | Religiosos | Religiosos | Parroquias |
| Año                                                                             | Bautizados católicos | Total     | % de católicos | Total      | Clero secular | Clero regular | Bautizados por sacerdote | Diáconos permanentes | Varones    | Mujeres    | Parroquias |
| ------------------------------------------------------------------------------- | -------------------- | --------- | -------------- | ---------- | ------------- | ------------- | ------------------------ | -------------------- | ---------- | ---------- | ---------- |
| 2024                                                                            | 621 643              | 1 131 886 | 54.9           | 11         | 7             | 4             | 56 513                   |                      |            |            | 7          |
| Fuente: Catholic-Hierarchy, que a su vez toma los datos del Anuario Pontificio. |                      |           |                |            |               |               |                          |                      |            |            |            |

## Episcopologio
- Christian Carlassare, M.C.C.I., desde el 3 de julio de 2024